# Dasychira argyroides
Dasychira argyroides är en fjärilsart som beskrevs av Collenette 1932. Dasychira argyroides ingår i släktet Dasychira och familjen tofsspinnare. Inga underarter finns listade i Catalogue of Life.